# Теракт на стадіоні в Грозному
Теракт на стадіоні в Грозному - терористичний акт на VIP-трибуні стадіону "Динамо" в російському місті Грозному, що відбувся 9 травня 2004 року о 10:35 після завершення офіційної частини урочистостей, присвячених Дню Перемоги.

## Хроніка подій
Вранці 9 травня 2004 року Ахмат Кадиров і всі вищі керівники Чеченської Республіки, командувач Об'єднаного угрупування військ по проведенню контртерористичної операції на території Північно-Кавказького регіону Валерій Баранов, інші представники командування збройних сил Росії зібралися на трибуні для почесних гостей. нагоди Дня Перемоги.
|  | Президент беззастережно вірив своєму оточенню, він навіть не допускав до організації своєї охорони співробітників — їм глава республіки довіряв менше, ніж своїм бійцям. Проте, як показали події, охоронці президента опинилися не на висоті. Штурхатися з грізним виглядом з автоматами наперевагу поруч із президентом — цього недостатньо для забезпечення надійної охорони |

— зазначав в інтерв'ю журналу «Влада» (24.05.2004) колишній у 2001—2002 роках начальник УВС Чечні Саїд-Селім Пешхоєв.
Міністр внутрішніх справ Чечні Руслан Алханов, який на той момент знаходився поряд з Кадировим (був начальником його охорони) і був поранений, у 2011 році згадував:
|  | На життя Ахмата Кадирова багато разів робили замах, а він завжди ставився до цього спокійно і лише повторював, що на все воля Всевишнього, і що якщо йому судилося померти, то ніякі щити його не врятують, а якщо судилося жити, то скільки б на нього життя не робили замах, він буде жити. |

О 10:35 стався теракт – на центральній трибуні стадіону спрацював вибуховий пристрій. За даними генерал-полковника В. Баранова, вибухівку було закладено заздалегідь, при реконструкції стадіону; у день свята працювали подавлювачі радіосигналів, але підрив був проведений по дротах. Згідно з офіційними даними, семеро людей загинули, понад 50 отримали поранення. Кадиров був тяжко поранений і помер дорогою до лікарні, не приходячи до тями. Тоді ж загинув голова Держради Чеченської Республіки Хусейн Ісаєв.
15 червня 2006 року сайтом чеченських сепаратистів "Кавказ-центр" була поширена заява Шаміля Басаєва, в якій той узяв на себе відповідальність за теракт. Згідно з тією ж заявою, виконавцям було сплачено 50 тисяч доларів.